# La Rançon (film, 1956)
Pour plus de détails, voir Fiche technique et Distribution.
La Rançon (titre original : Ransom !) est un film américain d'Alex Segal sorti en 1956.

## Synopsis
Lorsque le petit Andy Stannard est enlevé, son père David liquide tous ses biens afin de payer la rançon d'un demi-million de dollars. Charlie Telfer, un journaliste, lui suggère directement de verser la somme à quiconque retrouverait les ravisseurs du petit garçon.

## Fiche technique
- Titre original : Ransom !
- Réalisation : Alex Segal
- Scénario : Cyril Hume et Richard Maibaum
- Directeur de la photographie : Arthur E. Arling
- Montage : Ferris Webster
- Musique : Jeff Alexander
- Production : Nicholas Nayfack
- Genre : Film policier, Drame
- Pays :  États-Unis
- Durée : 109 minutes
- Dates de sortie :
  - États-Unis : 24 janvier 1956 (New York)
  - France : 16 janvier 1957

## Distribution
- Glenn Ford (VF : Roland Ménard) : David Stannard
- Donna Reed : Edith Stannard
- Leslie Nielsen (VF : Gabriel Cattand) : Charlie Telfer
- Juano Hernandez (VF : Georges Aminel) : Jesse Chapman dit « Oncle Jesse »
- Robert Keith (VF : Louis Arbessier) : le chef de la Police Jim Backett
- Richard Gaines : Langly
- Mabel Albertson : Mrs. Partridge
- Alexander Scourby : Dr Paul Y. Gorman
- Bobby Clark : Andy Stannard
- Ainslie Pryor (VF : Jacques Beauchey) : Al Stannard
- Lori March : Elizabeth Stannard
- Robert Burton (VF : Maurice Dorléac) : le shérif Jake Kessing
- Juanita Moore : Shirley Lorraine
- Mary Alan Hokanson : la nurse
- Robert Forrest : Fred Benson

## Remake
Le film a fait l'objet d'un remake réalisé par Ron Howard en 1996, avec Mel Gibson, Rene Russo et Gary Sinise.